# 田澤號列車
田澤（日语： Daisen */?）號列車是由東日本旅客鐵道（JR東日本）運行於盛岡站至秋田站、青森站之間的特別急行列車。列車途經田澤湖線和奧羽本線。
此條目同時記載田澤湖線，以及相關路線（北上線、奧羽本線橫手站、大曲站至秋田站）日間優等列車之演變。

## 概要
「田澤」的前身是在1966年（昭和41年）10月20日田澤湖線全通開業，當時開設了急行「南八幡平」，行走於盛岡站至秋田站之間。在1968年（昭和43年）10月1日，改名為急行「田澤」，運輸區間改為行走於仙台站、盛岡站至秋田站之間。在1982年11月15日，隨著上越新幹線啟用，同時東北新幹線增加班次和田澤湖線全線電氣化。「田澤」成為了接駁東北新幹線的列車，行走於盛岡站至秋田站之間的特急列車，使用電動列車行走，同時被指定為L特急。在1985年，運輸區間延長至青森站。
在1996年3月，為了建設秋田新幹線，「田澤」所途經的田澤湖線需要進行改軌距工程，因此田澤湖線需要暫停服務1年，所有行走該線的列車（包括「田澤」）需暫停服務。「田澤」的運輸區間此時改為秋田站至青森站之間。而在暫停服務區間中，便開設了特急「秋田接力」，行走於北上站至秋田站之間（經北上線）。該「秋田接力」與「田澤」同樣被指定為L特急。後來在2002年（平成14年）12月1日時間表修正，只於JR東日本內行走的列車中，不再使用L特急這稱呼。使「秋田接力」成為JR東日本最後一個新設的L特急。另外，由於北上線是非電氣化，因此成為JR東日本成立後唯一使用自家擁有的柴油列車行走定期特急列車。
在1997年3月，隨著秋田新幹線啟用，「秋田接力」被廢除。「田澤」也改名為「羚羊」而被廢除。

## 運行概況
截至秋田新幹線開始建設工程前，「田澤」每日設有14個往返班次，當中2個往返班次於青森站到發。後來在「秋田接力」的時代，仍然設有14個往返班次，而「田澤」還有2個往返班次，並於青森站到發。

### 停車站
田澤
盛岡站 - （小岩井站） - （雫石站） - 田澤湖站 - 角館站 - 大曲站 - （刈和野站） - 秋田站 - （土崎站） - 〔追分站〕 - （大久保站） - 八郎潟站 - 森岳站 - 東能代站 - 二井站 - 鷹之巢站 - （早口站） - 大館站 - 碇關站 - 大鰐溫泉站 - 弘前站 - 川部站 - 浪岡站 - 青森站
- 部分列車停靠（ ）的車站。另外，在部分時期，有數班列車臨時停靠小岩井站和刈和野站。
- 從東能代站到發的列車停靠〔 〕的車站。
- 在急行「田澤」時代，所有列車停靠小岩井站和羽後長野站。

秋田接力
北上站 - （安心湯田站） - 橫手站 - 大曲站 - 秋田站
- 部分列車停靠（ ）的車站。

## 使用車輛、編成
「田澤」使用485系電動列車行走，「秋田接力」使用KiHa110系300番台。這些列車均來自南秋田運輸所（現時：秋田綜合車輛中心南秋田中心）。
KiHa110系300番台是同系列中唯一的特急形車輛。由於是替代運輸，因此只有車廂，以3至4卡編成（最後一班從北上站出發的班次為7卡編成）運行。在結束運行後，這些列車改造為200番台，變回一般形柴油列車。當中長野綜合車輛中心所屬的2輛車輛於2014年再次改造為Joyful Train「OYKOT」。

## 田澤湖線、北上線、奧羽本線橫手站至秋田站之間的日間優等列車之演變
在本節，將會記述田澤湖線、北上線、（以L特急「田澤」和急行「北上」等為中心）奧羽本線橫手站至秋田站之間的日間優等列車歷史和演變。另外，有關L特急「田澤」的後繼列車新幹線「小町」，可參見「小町號列車」，有關於奧羽本線其他優等列車，可參見「翼號列車#奧羽本線日間優等列車歷史」，有關隨著1996年3月30日田澤湖線改軌距工程，使特急「田澤」改為行走於秋田站至青森站之間，該列車的後繼特急「羚羊」，可參見「津輕號列車」。

### 田澤湖線
- 1966年（昭和41年）10月20日：田澤湖線全線開通，開設急行「南八幡平」（日语：／），行走於盛岡站至秋田站之間。當初設有2個往返班次。
  - 下行的「第1南八幡平」和上行的「第1南八幡平」、「第2南八幡平」，會在奧羽本線大曲站至秋田站之間與急行「千秋」結併運輸[注 2]
- 1968年（昭和43年）10月1日：「南八幡平」改名為「田澤」。當時1個往返班次改於仙台站到發。
  - 在奧羽本線大曲站至秋田站之間，下行「田澤1號」會與急行「千秋1號」，下行「田澤2號」與急行「北上1號」，上行「田澤1號」與急行「北上1號」，上行「田澤2號」與急行「駒草」結併運輸[5]。
- 1982年（昭和57年）6月23日：隨著東北新幹線大宮站至盛岡站之間暫時開通，於仙台站到發的「田澤1、4號」在盛岡站系統分割。在仙台站至盛岡站之間的班次改為「田澤11、12號」。另外，於盛岡到發的「田澤」2個往返班次可接駁東北新幹線「山彥」。在奧羽本線大曲站至秋田站之間不再與急行「北上」和「駒草」結併運輸[6]。

### 北上線
「北上」和「北上」（實際以平假名標示（きたかみ））曾經是在東北本線行走的急行列車名稱（前者為夜行列車，後者為日間列車）。詳情參見東北本線優等列車沿革。
- 1962年（昭和37年）7月15日：開設急行「曙」，行走於仙台站至青森站之間，途經東北本線、北上線和奧羽本線（列車編號：701D、702D）[7][8][9]。
- 1968年（昭和43年）10月1日：行走於仙台站至青森站之間的急行「曙」改名為「北上」[7][10]。
  - 在奧羽本線大曲站至秋田站之間，下行「北上1號」與急行「田澤1號」，上行「北上1號」與急行「田澤1號」結併運輸[5]。
- 1971年（昭和46年）3月20日：開設臨時特急「青葉」，行走於仙台站至秋田站之間，途經東北本線、北上線和奧羽本線[7][9]。
  - 在上野站至秋田站之間的特急「翼」使用KiHa 181系柴聯車，由于「翼」是日间列车，单趟运行须8小时，上午7时发车的翼1号上行，抵达秋田已经15时，但秋田方面翼2号下行在13时就发车，理论上KiHa 181必须等隔日上午8时才能担当翼1号下行回上野。为了避免列车空置，于是利用该车底开行17时的下行「青葉」（列車編號：12D），21时到仙台，隔日8时开上行「青葉」（列車編號：11D），12时到秋田，然后接续开13时的翼2号下行回上野，提高车底利用时长。[11][12]
  - 當初的臨時列車中，在市面上各時間表會記載「暫時行走」。另外，在半年之間只連結普通車廂，10月起連結綠色車廂和餐車[9]。
- 1972年（昭和47年）3月15日：特急「青葉」升級為定期列車[9]。
- 1975年（昭和50年）11月25日：特急「翼」开始使用电气化列車。由於車務調動，电气化列車无法行驶于非电化的北上線，「青葉」被廢除，降級為急行「北上」[7][10][13]。
- 在1980年（昭和55年）10月的時間表中，急行「北上」於北上線內的運行概況如下[14]。
  - 線內共有3個往返班次。仙台站至秋田站之間2個往返班次（1, 2, 5, 6號），青森到發設有1個往返班次（3, 4號）。
  - 中途停車站只有陸中川尻站（現時：安心湯田站）。
  - 橫手站至北上站之間的行車時間為1小時8分鐘至1小時20分鐘。

### 上越新幹線啟用後至秋田新幹線啟用前
- 1982年（昭和57年）

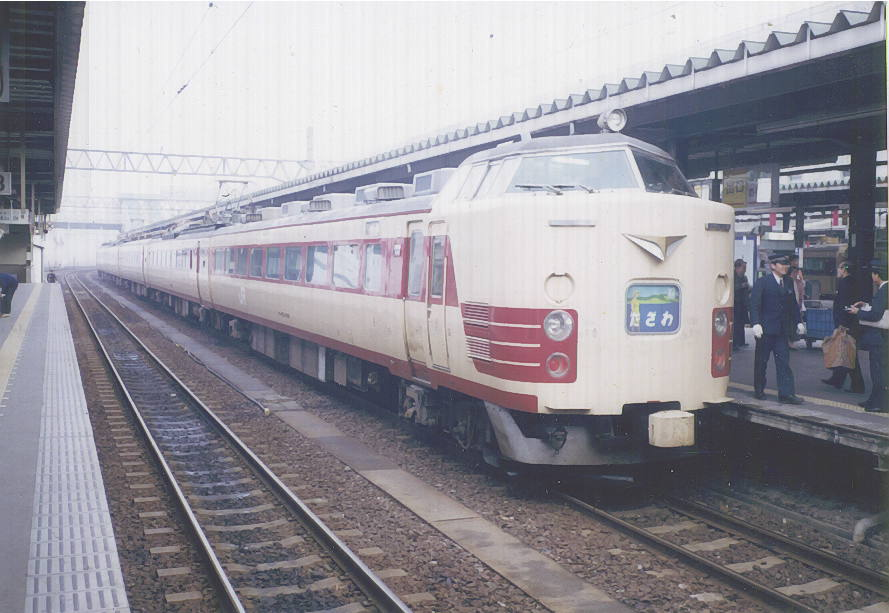
特急「田澤」（1992年11月 盛岡站）

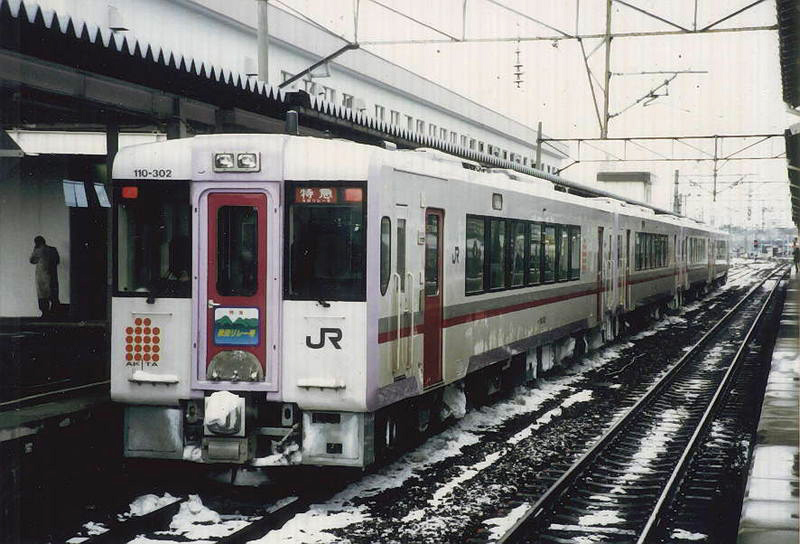
特急「秋田接力」（1997年2月 北上站）

  - 11月15日：上越新幹線啟用，東北新幹線正式啟用。同日實施時間表修正，設有以下變更。
    - 急行「田澤」升級至特急列車（L特急），行走於盛岡站至秋田站之間。共有6個往返班次。
      - 車輛使用485系電動列車。

    - 急行「北上」降級為快速列車，運輸區間改為北上站至湯澤站之間[7][15]。
    - 廢除前的運行狀況
      - 北上線內共有3個往返班次。停車站：北上站 - 陸中川尻站（現時：安心湯田站） - 橫手站
      - 仙台站至秋田站之間共有3個往返班次，當中1個往返班次於青森站到發。
- 1985年（昭和60年）
  - 3月14日：「田澤」的6個往返班次中，2個往返班次延長至青森站到發[16][17]。
    - 秋田站至青森站之間的急行「陸奧」3個往返班次中，下行1班和上行2班編入至「田澤」[注 3]。行走福井站→青森站之間的特急「白鳥1號」編入至秋田至青森之間[17]。
- 1986年（昭和61年）
  - 7月：KuRoHa481-1000改造為半間綠色車廂。
  - 11月1日：在時間表修正後，行走於秋田站至青森站之間的特急「陸奧」1個往返班次廢除[18]。
  - 「田澤」加班至有9個往返班次（當中3個往返班次於青森站到發）。
- 1988年（昭和63年）：「田澤」加班至13個往返班次，班次可做到毎小時1班[19]。當中1個往返班次延長至東能代站。
- 1989年（平成元年）：「田澤」加班至14個往返班次。
- 1991年（平成3年）3月16日：除了青森到發的1個往返班次停靠川部站、浪岡站外。春天至秋天部分列車停靠小岩井站。
- 1993年（平成5年）：於東能代站到發的列車延長至大館站。
- 1994年（平成6年）
  - 3月1日：1個往返班次（末期的25、4號）不停靠刈和野站。
  - 12月3日：青森到發的3個往返班次減少至2個往返班次。
- 1996年（平成8年）3月30日：隨著進行田澤湖線改軌距工程（秋田新幹線工程），田澤湖線全面暫停服務，設有以下變更。
  - 「田澤」的運輸區間縮短至秋田站至青森站之間，共有2個往返班次。
  - 「田澤」的替代服務為行走於北上站至秋田站之間，途經北上線、奧羽本線的特急「秋田接力」[7][20]。
    - 「秋田接力」沿用「田澤」的列車編號，都是使用「3000＋號數」，只是由於使用柴油列車行走，因此加上D字作結尾。
- 1997年（平成9年）3月22日：隨著秋田新幹線啟用，設有以下變更。
  - 「田澤」改名為「羚羊」，「田澤」廢除[9]。
  - 在前日行走的特急「秋田接力」廢除[7][9]。
    - 在廢除後，剩下的KiHa110系300番台在改變座席配置後，於其他線區（長野地區和新潟地區）繼續服務。

## 注腳